# Wehmut
Wehmut bezeichnet ein Gefühl zarter Traurigkeit und die Sehnsucht nach einer schöneren Vergangenheit.

## Abgrenzung
Der Bezug zu Vergangenem ist vermutlich die einzige Abgrenzung zum Begriff der Melancholie – bei Wehmut bleibt die Vergangenheit der Quell bitter-süßer Freude.

## Philosophischer Grundbegriff
In Friedrich Kirchner/Carl Michaëlis: „Wörterbuch der Philosophischen Grundbegriffe“ von 1907 heißt es zur Wehmut: Wehmut heißt der Affekt der Traurigkeit, der entweder der Erinnerung an eine vergangene Lust, an ein verlorenes Gut oder der Einsicht in die Unmöglichkeit, ein ersehntes Gut zu erlangen, entspringt. Es mischt sich in jene Traurigkeit auch ein Gefühl der Lust (»Ich besaß es doch einmal, was so köstlich ist« oder: »Es weilt so hoch, es blinkt so schön, wie droben jener Stern«), weshalb man von süßer Wehmut spricht.

## Dichtung
In der Dichtung schlug sich der Wehmutstopos in der Gattung der Elegie nieder und gewann besonders in der Romantik an Bedeutung, wie etwa Ernst Moritz Arndts Gedicht An die Wehmut. Laut Kirchner/Michaelis gehören auch Goethes Gedichte An den Mond und Trost in Tränen zu den „Wonnen der Wehmut“.